# Schahe ghajur-o-mehrabane ma
Šâhe Ğažur o Mehrabane Ma (tiếng Việt: "Đức vua dũng cảm, và cao quý của chúng ta"), là quốc ca Vương quốc Afghanistan từ năm 1943 đến năm 1973.

## Lời
| Tiếng Ba Tư                                                                                                | Latinh hóa | Tiếng Việt |
| --- | --- | --- |
| ای شاهِ غیور و مهربانِ ما هستیم از جان مطیعِ شما ما فرزندانِ توییم ما فداکارِ توییم ای شاهِ ما ای شاهِ ملت‌خواهِ ما | Schahe ghajur-o-mehrabane ma Hastem as djan moti-e-schoma Ma farsandane tu im! Ma feda kare tu im. Ei schahe ma Ei schahe mellat cha-e-ma! | Đức vua dũng cảm, yêu quý của chúng ta Chúng ta trung thành đi theo Ngài. Chúng ta đều là con của Ngài! Chúng ta đã sẵn sàng hy sinh cho Ngài. Ôi, vua của chúng ta! Ôi, vua của chúng ta và người bạn của nhân dân! |